# Effingham, Surrey
Effingham är en engelsk by och civil parish i distriktet Guildford i Surrey, som gränsar till Mole Valley.